# Gekko melli
Gekko melli là một loài thằn lằn trong họ Gekkonidae. Loài này được Vogt mô tả khoa học đầu tiên năm 1922.